# Wildermuth-Gymnasium Tübingen
Das Wildermuth-Gymnasium ist ein Gymnasium in Tübingen, Baden-Württemberg.
Am Wildermuth-Gymnasium werden etwa 1.000 Schülerinnen und Schüler von der 5. bis zur 12. Klasse in bis zu fünf Parallelklassen von über 110 Lehrkräften unterrichtet. Das Gymnasium ist nach der Tübinger Dichterin Ottilie Wildermuth benannt.

## Geschichte

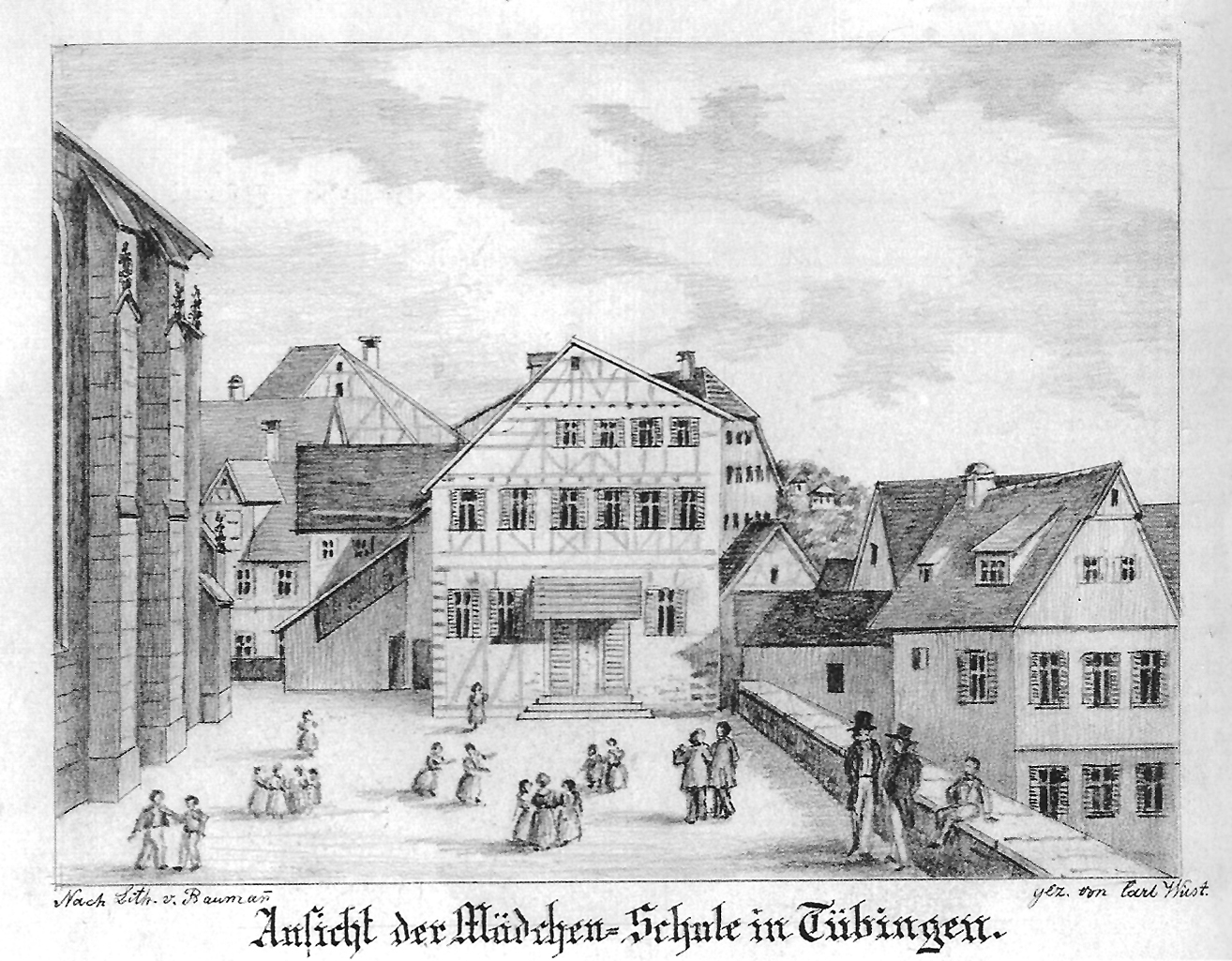
Mädchenschule in der Münzgasse d. h. auf dem Platz hinter der Stiftskirche (Bleistiftzeichnung von Carl Wüst, 1864)

Das Wildermuthgymnasium wurde im Jahr 1896 als „Höhere Mädchenschule“ in der Münzgasse in Tübingen gegründet. Diese Schule ging aus dem 1860 von Ferdinand Kommerell gegründeten, zunächst privaten „Institut für konfirmierte Töchter“ hervor. Nachdem das Tübinger Gemeindekollegium bereits 1906 und 1910 beschlossen hatte, eine „Höhere Töchterschule“ zu erbauen, wurden vom Hochbauamt im Jahr 1912 bis 1914 Planungen für einen Neubau durchgeführt. Auch wenn diese Planungen aufgrund des Ersten Weltkriegs und der Inflation vorerst nicht umgesetzt werden konnten, wurde die Höhere Mädchenschule bereits 1914 in eine „Mädchenrealschule“ umgewandelt.
Im Jahr 1925 wurden dann endgültige Pläne zum Bau der Mädchenrealschule erarbeitet, am 2. August 1926 abgeschlossen und mit dem Bau begonnen. Das Gebäude, das 510.000 Reichsmark kostete, wurde am 16. Dezember 1927 eingeweiht und dient noch dem heutigen Wildermuth-Gymnasium als Altbau seines Schulgebäudes.
Im Laufe des Zweiten Weltkriegs wurde im Jahr 1944 die deutsche Wehrmacht im Gebäude untergebracht, bei Kriegsende im Jahr 1945 wurde das Schulgebäude zum französischen „Wehrmachtsgebäude“. Der Unterricht wurde nun zunächst im benachbarten Uhland-Gymnasium durchgeführt. Ab dem Jahr 1953 fand der Unterricht wieder im alten Gebäude statt, welches sich nun „Oberschule für Mädchen“ nannte.
Im Jahr 1970 wurde im Gymnasium die Koedukation eingeführt und auch Jungen an die Schule aufgenommen. Aufgrund steigender Schülerzahlen wurden Erweiterungen nötig, so dass 1974 ein neuer Anbau bezogen wurde. Zeitweise war das Gymnasium mit 1700 Schülern das größte in Baden-Württemberg.
Im Jahr 1973 wurde ein eigener Musikzug eingeführt, im Jahr 1998 beteiligte sich die Schule an Pilotprojekten mit einem eigenen G8-Zug zum 8-jährigen Gymnasium. Im Jahr 2000/2001 wurde Spanisch als dritte Fremdsprache angeboten. Aufgrund der Erweiterungen wurde im Jahr 2004 ein weiterer Anbau mit vier Klassenzimmern in Betrieb genommen. 2010 wurden zwei weitere Klassenzimmer angebaut.
Derzeit (Stand 2017) werden am Wildermuth-Gymnasium etwa 1040 Schülerinnen und Schüler unterrichtet.

### Schulleiter
- Eugen Nägele (1896–1906)
- Eugen Stahlecker (1906–1933)
- Ludwig Wilss (1933–1939)
- Wilhelm Bosch (1939–1945)
- Reinhold Schönig (1945–1953)
- Hildegard Gulde (1953–1970)
- Helmut Wiedemann (1970–1974)
- Werner Fegert (1974–1981)
- Heinz Spaeth (1981–1997)
- Alfred Lumpp (1997–2008)
- Helmut Janisch (2008–2017)
- Anne Gaißer (seit 2017)

## Aktivitäten
Seit 1990 reist jährlich die gesamte Klassenstufe 5 zu einer einwöchigen Exkursion auf die Nordseeinsel Amrum.
Es finden Austauschprojekte mit Schulen in Aix-en-Provence (Frankreich), Azay-le-Rideau (Frankreich), Châteaubourg (Frankreich), Genas (Frankreich), Luzarches (Frankreich), Valencia (Spanien) und Wimbledon, Harrogate und London (Großbritannien), sowie Ann Arbor, Michigan (USA) statt.
1995 wurde zusammen mit dem Jugendzentrum Nitzana in Israel ein interkulturelles, fächerübergreifendes Kunstprojekt „Kunst schlägt Brücken – Wüsten-Performance“ in der Wüste Negev durchgeführt. 1996/97 folge die Teilnahme am Interkulturellen Comenius-Projekt „Jugendliche erleben und gestalten Europa“. Die Aktivitäten beider Projekte wurden von überregionalen Fernsehsendern wie ARD und ZDF aufgezeichnet.

## Elisabeth-Käsemann-Preis
In Erinnerung an Elisabeth Käsemann, die 1966 am Wildermuth-Gymnasium ihr Abitur ablegte und die 1977 ein Opfer der argentinischen Militärjunta wurde, verleiht der Verein der Freunde des Wildermuth-Gymnasiums Tübingen e. V. jedes Jahr im Rahmen der Abiturfeier den Elisabeth-Käsemann-Preis. Ausgezeichnet werden Schülerinnen oder Schüler, die sich in besonderer Weise innerhalb oder außerhalb der Schule für die Gemeinschaft engagiert haben. Der Preis kann an eine einzelne oder mehrere Personen gehen.

## Ehemalige Schüler
- Michael Bart (* 1978)
- Herta Däubler-Gmelin (* 1943)
- Lisa Federle (* 1961)
- Elisabeth Käsemann (1947–1977)
- Agnes Willms-Wildermuth (1844–1931)